# Herbert Heftner
Herbert Heftner (* 24. Juni 1962 in Wien) ist ein österreichischer Althistoriker.
Herbert Heftner studierte seit 1985 Alte Geschichte und Klassische Philologie an der Universität Wien. 1994 wurde er mit der Dissertation Plutarch und der Aufstieg des Pompeius. Ein historischer Kommentar zu Plutarchs Pompeiusvita bei Gerhard Dobesch promoviert. Von 1994 bis 2008 war Heftner als Wissenschaftlicher Vertragsbediensteter am Institut für Alte Geschichte, Altertumskunde und Epigraphik der Universität Wien beschäftigt. Von 1994 bis 2002 war er als Universitätslektor an der Universität Wien tätig. 2002 erfolgte die Habilitation über den oligarchischen Umsturz des Jahres 411 v. Chr. und die Herrschaft der Vierhundert in Athen. Seit 2008 ist Heftner außerordentlicher Professor in Wien.
Seine Arbeitsschwerpunkte sind die athenische Politik des 5. und 4. Jahrhunderts v. Chr., die politische und Strukturgeschichte der späten römischen Republik sowie die Geschichte der römischen Expansion und der römisch-karthagischen Beziehungen im 3. Jahrhundert v. Chr.

## Schriften (Auswahl)
- Plutarch und der Aufstieg des Pompeius. Ein historischer Kommentar zu Plutarchs Pompeiusvita, Teil 1, Kap. 1–45 (= Europäische Hochschulschriften. Bd. 639). Lang, Frankfurt am Main u. a. 1995, ISBN 3-631-47735-X.
- Der Aufstieg Roms. Vom Pyrrhoskrieg bis zum Fall von Karthago (280–146 v. Chr.). 2. verbesserte Auflage, Pustet, Regensburg 2005, ISBN 3-7917-1563-1.
- Der oligarchische Umsturz des Jahres 411 v. Chr. und die Herrschaft der Vierhundert in Athen. Quellenkritische und historische Untersuchungen. Lang, Frankfurt am Main u. a. 2001, ISBN 3-631-37970-6 (Rezension).
- Von den Gracchen bis Sulla. Die römische Republik am Scheideweg 133–78 v. Chr. Pustet, Regensburg 2006, ISBN 3-7917-2003-1.
- Alkibiades. Staatsmann und Feldherr. Primus Verlag, Darmstadt 2011, ISBN 978-3-89678-732-3 (Rezension).